# 福特福克斯
福特福克斯（英語：Ford Focus）是福特汽车公司於1991年展出了名为GHIA的概念车，為一款A级家用四門轎車與五門掀背車，后来成为福克斯的原型车。1998年为了对抗大众汽车的新一代高尔夫和标致雪铁龙汽车的新产品307，第一代福克斯正式在欧洲量产。最初福特汽車在此市場主力車為Escort，Escort也拿過幾次全球年度最暢銷汽車，但福克斯的各方面表现明顯高過Escort，让整个业界震惊。福克斯也从此一鸣惊人，不断收获各种汽车大奖，其市場上主要競爭對手為日產Tiida、馬自達3、大众高尔夫等。
福克斯车型系列包含有两厢（三门及五门）、三厢和旅行车。1999年，福特发表参加世界拉力锦标赛的WRC车型，也大获成功。

## 第一代（1998年－2005年）
第一代福特福克斯在1998年巴黎车展上亮相，当时在欧洲推出了五门两厢轿车、三门两厢轿车、旅行轿车、四门三厢轿车等车身形式；次年（1999年）即正式在欧洲市场上市。基于福特「全球戰略車」概念，福克斯很快在世界其他地区推出，包括南美洲、北美洲、东南亚、中东地區等。Focus推出後專業汽車評論和豐田汽車的試車人員都稱讚其動態操控性優秀，2002年，福特推出了基于福克斯的五人座轎式休旅車福克斯C-Max，但是该款车在2006年小改款后便改稱「C-MAX」。第一代福克斯並沒有在台灣組裝生產，但自2002年起，有進口1.6與2.0五門款在台灣銷售。

## 第二代（2004年－2011年）

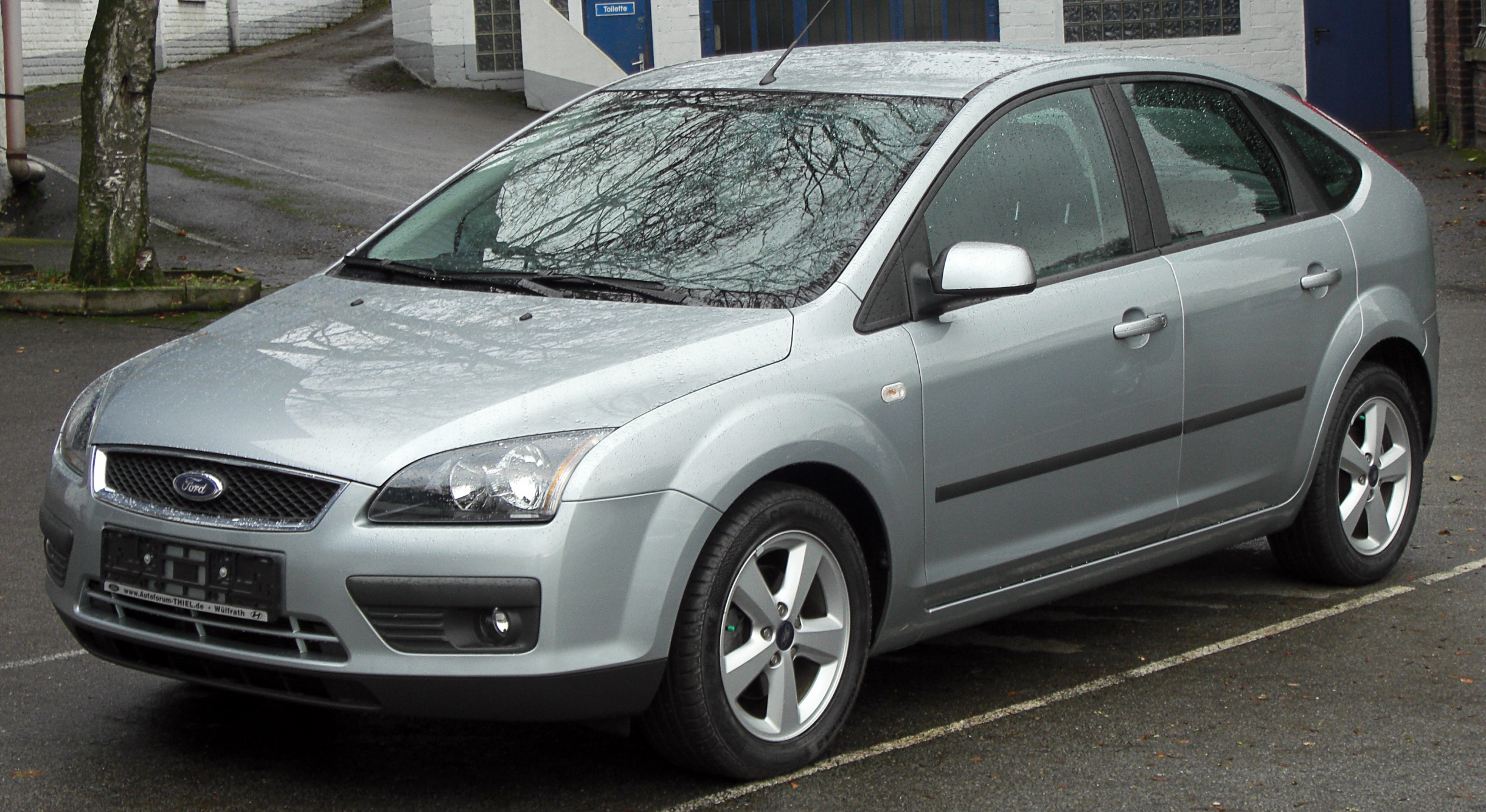
第二代緊湊版

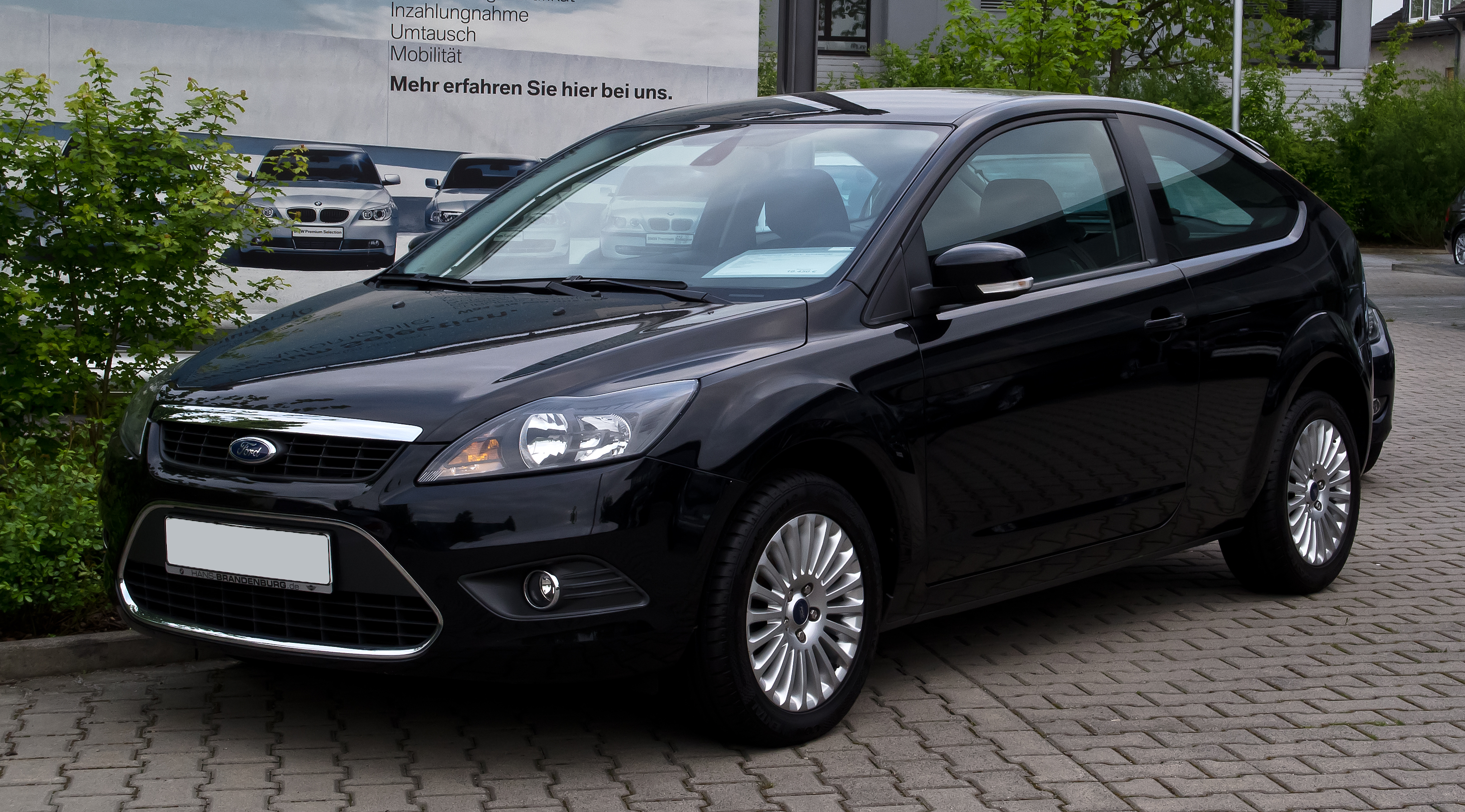
小改款

在福克斯获得成功之后，2004年福特在欧洲推出了第二代福克斯，保持了基本的车身款式，采用了福特C1紧凑车平台，车身组件大部分和VOLVO S40、马自达3共用，车形轴距达到2,640mm。福克斯在欧洲共有6款汽油、3款柴油引擎可供选择。
- 汽油引擎：
  - 1.4 L Duratec 90PS
  - 1.6 L Duratec 115PS
  - 1.8 L Duratec 125PS
  - 2.0 L Duratec 136PS & 145PS
  - 2.5 L Duratec ST turbo I5 225PS
  - 2.5 L Duratec RS turbo I5 301PS
- 柴油引擎：
  - 1.6 L Duratorq TDCi 90PS & 110PS
  - 1.8 L Duratorq TDCi 115PS
  - 2.0 L Duratorq TDCi 136PS

同年10月的巴黎车展，福特与宾尼法利纳合作推出福克斯Vignale敞篷概念车。
2004年北京車展上，专门为亞洲市場需求而特別打造的四門三廂版Focus概念車（Focus Concept）率先亮相；同年11月15日在台灣福特六和中壢廠正式下線。
2005年日内瓦车展上，福特推出了运动版福克斯ST；同年8月，福克斯三厢轿车在长安福特汽车下线製造并上市。在中国大陸销售的福克斯主推1.8升（91kw/6,000rpm,161Nm/4,000rpm）和2.0升（104kw/6,000rpm,180Nm/4,000rpm）发动机，外观设计与欧洲版车型略有不同。
2006年日内瓦车展上，福特在福克斯Vignale敞篷概念车基础上推出了福克斯敞篷车（Focus Coupe-Cabriolet）。同年8月，福克斯两厢版和一种限量运动版在长安福特投产，然后正式上市。
2007年春天，福克斯歷經小改款，保险杠设计与之前区别较大。而在2007年10月法兰克福车展上，欧洲版福克斯进行了较大规模的改款，虽然車頭变化较大且一些细节发生了改变，但总体来说这款车还是基于第二代车型基础。福特在2007年年末向人们透露了新一代福克斯RS的生产计划。
2008年夏天，再度改款的福克斯在中国大陸投放，而两厢款的保险杠再度采用了与欧版车型不同的设计，在台湾福特六和生产的福克斯亦是如此，但此时长安福特的产品在中国大陆遇到了消费者关于节气门设计问题的投诉，其缺陷具体表现为发动机低转速的时候容易熄火，节气门容易积碳，油耗偏高，这一事件影响了福克斯和福特汽车在中国大陆的评价。2008年7月的伦敦车展上，福克斯RS正式与公众见面，并且于2009年春天在欧洲地区上市。

## 第三代（2010年－2019年）
据福特介绍，新一代福特福克斯将在2010年北美车展正式全球首发，届时将再度启用「全球戰略車」的概念。也就是说，无论是北美、欧洲、中国还是世界其他地区，第三代福克斯将以相同的形象出现在人们面前。此外，电池电动版本（BEV）也在积极研发当中，其批量生产将指日可待。2015年推出的第三代中期改款，車頭改為類似英國豪華轎車奧斯頓·馬丁（Aston Martin）的設計，福特汽車曾於1987年至2007年掌控此公司，此設計被暱稱為「馬丁頭」或「馬丁臉」。除了馬丁頭，福特也在第三代中期改款導入EcoBoost引擎及Sync系統。

## 第四代（2018年—2025年）
2018年4月10日，福特正式發表第四代Focus，1.5升EcoBoost引擎改為三缸版本，底盤為Global-C2平台模組化底盤，有扭力樑和多連桿兩種後懸架形式，變速箱仍為手自排SelectShift，但改為8速。軸距較第三代增加約5公分，排檔改用旋鈕取代傳統排檔桿，手煞車改為電子式。在中國市場則是增加了4 門轎車，並且有後座出風口。台灣市場則是只生產扭力樑型式。2021年底歐洲市場發布小改款。2022年長安福特發表了中規小改款，將引擎改成四缸版本。2023年福特六和宣布生產歐規小改款Focus。
2022年福特宣布将于2025年在全球停产福克斯停产的原因是给福特的电动化策略让路。中国大陆地区已于2023年先行停产。

## 福克斯在北美

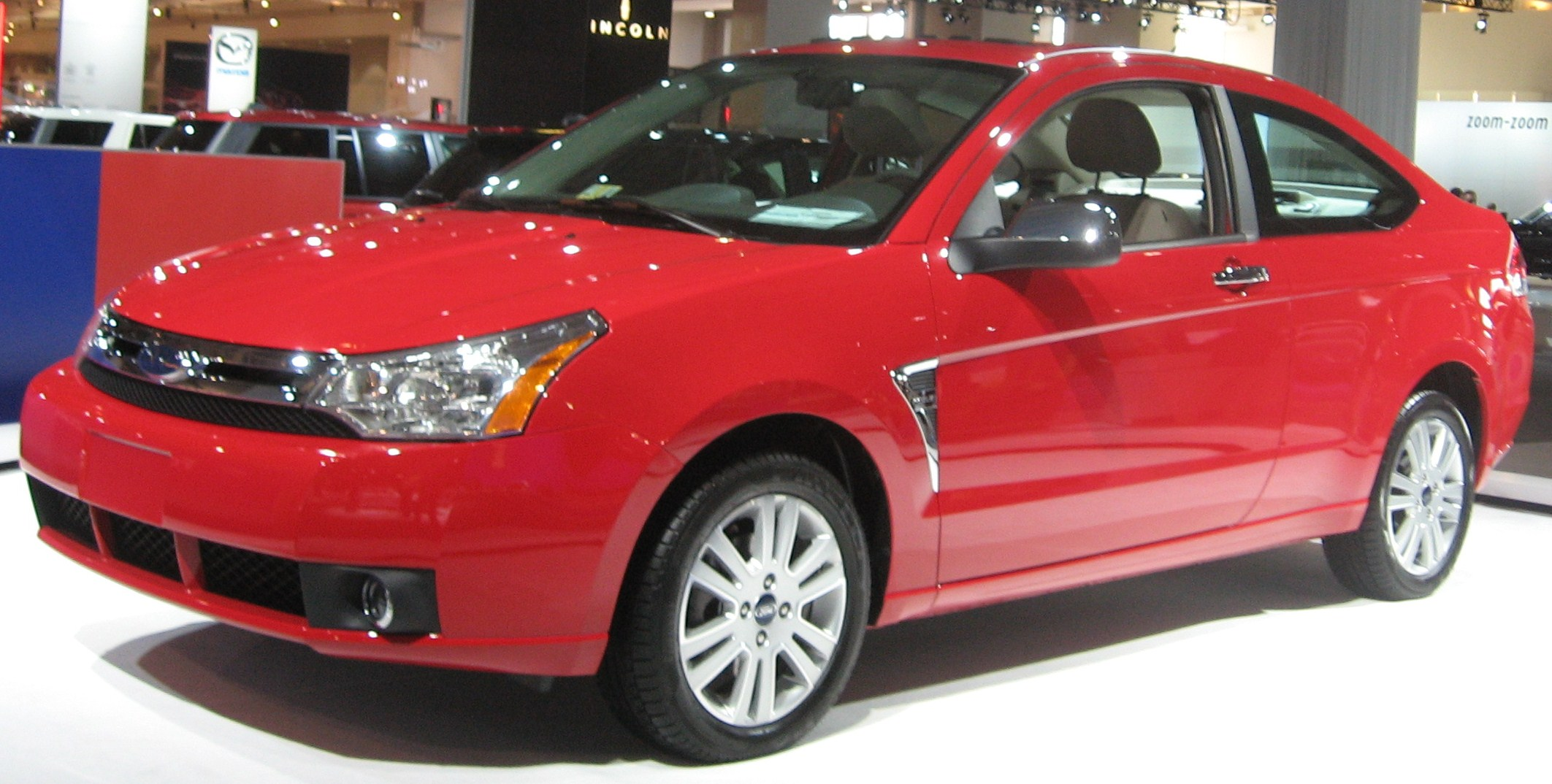
第二代北美版

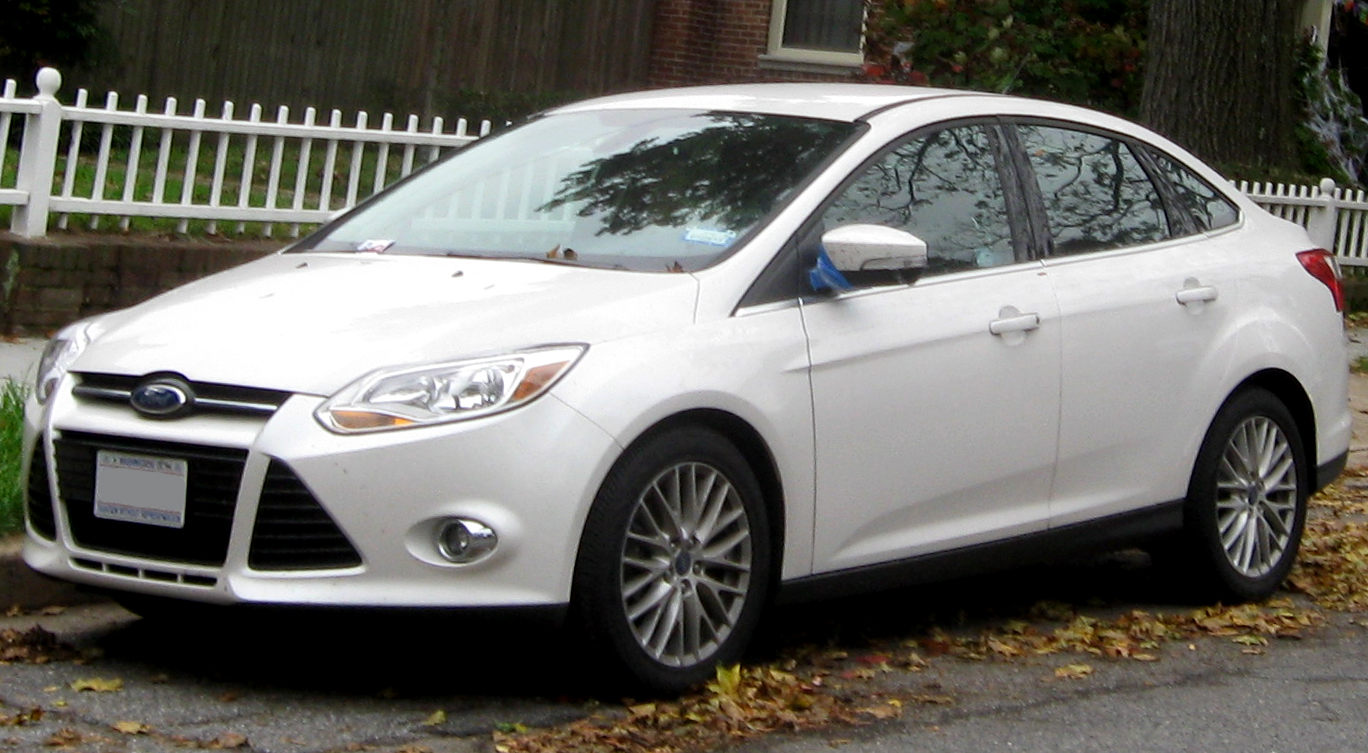
第三代北美版

第一代福克斯在北美推出时，其设计基本与欧洲推出的车型相同，而在2004年北美车展上，小改款的北美版福克斯正式宣告了与欧洲车型脱离同步开发的步伐。2007年，北美福克斯正式换代，拥有推出四门三厢轿车和双门轿跑车两种车身形式，但底盤機械基本上仍來自第一代車款。2008年，為降低開發成本，決定美規下一代Focus以歐規版本為基礎，形成日後整合全球市場的「One Ford」準則。

## 外部連結
- （英文）Ford Focus US – Official website （页面存档备份，存于）
- （简体中文）長安福特
- （繁體中文）福特六和
- （英文）（繁體中文）Ford Hong Kong